# Nederländerna i olympiska sommarspelen 1988
Nederländerna deltog i de olympiska sommarspelen 1988 med en trupp bestående av 147 deltagare som erövrade två guld-, två silver- och fem bronsmedaljer.

## Boxning
Fjädervikt
- Regilio Tuur
  - Första omgången — Besegrade Kelcie Banks (USA) på knock-out
  - Andra omgången — Besegrade John Wanjau (Kenya) på poäng
  - Tredje omgången — Besegrade David Anderson (Storbritannien) på poäng
  - Kvartsfinal — Förlorade mot Daniel Dumitrescu (Rumänien) på poäng

Tungvikt
- Arnold Vanderlyde →  Brons
  - Första omgången — Bye
  - Andra omgången — Besegrade Henry Akinwande (Storbritannien) på poäng
  - Kvartsfinal — Besegrade Gyul Alvics (Ungern) på poäng
  - Semifinal — Förlorade mot Ray Mercer (USA) efter att domaren stoppade matchen

## Bågskytte
Damernas individuella
- Jacqueline van Rozendaal — Sextondelsfinal, 23:e plats
- Anita Smits — Inledande omgång, 43:e plats

Herrarnas individuella
- Martinus Reniers — Kvartsfinal, 5:e plats

## Cykling
Herrarnas linjelopp
- Michel Zanoli — 4:32:56 (→ 15:e plats)
- Rob Harmeling — 4:32:56 (→ 38:e plats)
- Tom Cordes — 4:32:56 (→ 42:a plats)

Damernas linjelopp
- Monique Knol — 2:00:52 (→  Guld)
- Heleen Hage — 2:00:52 (→ 19:e plats)
- Cora Westland — 2:01:50 (→ 46:e plats)

## Friidrott
Herrarnas 800 meter
- Rob Druppers
  - Heat 1 — 1:47,48
  - Heat 2 — 1:46,91 (→ gick inte vidare)

- Robin van Helden
  - Heat 1 — 1:46,99
  - Heat 2 — 1:46,61 (→ gick inte vidare)

Herrarnas 1 500 meter
- Han Kulker
  - Heat 1 — 3:40,90
  - Semifinal — 3:39,06
  - Final — 3:37,08 (→ 6:e plats)

Herrarnas 10 000 meter
- Marti ten Kate
  - Heat — 28:23,23
  - Final — 27:50,30 (→ 9:e plats)

Herrarnas maraton
- Gerard Nijboer
  - Final — 2"14:40 (→ 13:e plats)

- Marti ten Kate
  - Final — 2"14:53 (→ 15:e plats)

Herrarnas 3 000 meter hinder
- Hans Koeleman
  - Heat — 8:35,20
  - Semifinal — 8:21,86 (→ gick inte vidare)

Herrarnas diskuskastning
- Erik de Bruin
  - Kval — 61,66m
  - Final — 63,06m (→ 9:e plats)

Herrarnas längdhopp
- Emiel Mellaard
  - Kval — 8,02m
  - Final — 7,71m (→ 11:e plats)

Herrarnas tiokamp
- Robert de Wit — 8189 poäng (→ 8:e plats)
  1. 100 meter — 11,05s
  2. Längd — 6,95m
  3. Kula — 15,34m
  4. Höjd — 2,00m
  5. 400 meter — 48,21s
  6. 110m häck — 14,36s
  7. Diskus — 41,32m
  8. Stav — 4,80m
  9. Spjut — 63,00m
  10. 1 500 meter — 4:25,86s

Damernas 100 meter
- Nelli Cooman
  - Heat 1 — 11,22s
  - Heat 2 — 11,08s
  - Semifinal — 11,13s (→ gick inte vidare)

- Els Scharn
  - Heat 1 — 11,38s
  - Heat 2 — 11,51s (→ gick inte vidare)

Damernas 400 meter
- Yvonne van Dorp
  - Heat 1 — 52,84s
  - Heat 2 — 53,50s (→ gick inte vidare)

Damernas 1 500 meter
- Elly van Hulst
  - Heat — 4:07,40 (→ gick inte vidare)

Damernas 3 000 meter
- Elly van Hulst
  - Heat — 8:48,54
  - Final — 8:43,92 (→ 9:e plats)

Damernas maraton
- Carla Beurskens
  - Final — 2'37:52 (→ 34:e plats)

Damernas 100 meter häck
- Marjan Olyslager
  - Heat 1 — 13,04s
  - Heat 2 — 13,02s
  - Semifinal — 13,08s (→ gick inte vidare)

- Gretha Tromp
  - Heat 1 — 13,48s
  - Heat 2 — 13,42s (→ gick inte vidare)

Damernas 400 meter häck
- Gretha Tromp
  - Heat 1 — 56,11s
  - Semifinal — 57,57s (→ gick inte vidare)

Damernas 4 x 100 meter stafett
- Nelli Cooman, Gretha Tromp, Marjan Olyslager och Els Scharn
  - Heat 1 — 43,96s
  - Semifinal — 43,48s (→ gick inte vidare)

Damernas längdhopp
- Marjon Wijnsma
  - Kval — 6,39m (→ gick inte vidare)

Damernas sjukamp
- Marjon Wijnsma
  - Slutligt resultat — 6205 poäng (→ 11:e plats)

## Fäktning
Herrarnas värja
- Stéphane Ganeff
- Arwin Kardolus
- Michiel Driessen

Herrarnas värja, lag
- Paul Besselink, Michiel Driessen, Stéphane Ganeff, Arwin Kardolus, Olaf Kardolus

## Landhockey
Herrar
Gruppspel
| Lag           | Spelade | W | D | L | GF | GA | Poäng |
| ------------- | ------- | - | - | - | -- | -- | ----- |
| Australien    | 5       | 5 | 0 | 0 | 19 | 3  | 10    |
| Nederländerna | 5       | 3 | 1 | 1 | 12 | 6  | 7     |
| Pakistan      | 5       | 3 | 0 | 2 | 15 | 8  | 6     |
| Argentina     | 5       | 2 | 0 | 3 | 8  | 12 | 4     |
| Spanien       | 5       | 1 | 1 | 3 | 6  | 10 | 3     |
| Kenya         | 5       | 0 | 0 | 5 | 5  | 26 | 0     |

Slutspel
|  | Semifinal         | Semifinal         |   |                | Final          | Final |  |
|  |                   |                   |   |                |                |       |  |
|  | 28 september 1988 |                   |   |                |                |       |  |
|  | Västtyskland      | 2                 |   |                |                |       |  |
|  | Nederländerna     | 1                 |   |                |                |       |  |
|  |                   |                   |   |                |                |       |  |
|  |                   |                   |   |                | 1 oktober 1988 |       |  |
|  |                   |                   |   |                | Västtyskland   | 1     |  |
|  |                   | Storbritannien    | 3 |                |                |       |  |
|  |                   |                   |   |                |                |       |  |
|  |                   |                   |   |                |                |       |  |
|  |                   |                   |   |                | Bronsmatch     |       |  |
|  | 28 september 1988 | 28 september 1988 |   | 1 oktober 1988 | 1 oktober 1988 |       |  |
|  | Australien        | 2                 |   | Australien     | 1              |       |  |
|  | Storbritannien    | 3                 |   |                | Nederländerna  | 3     |  |

Damer
Gruppspel
| Lag            | Spelade | W | D | L | GF | GA | Poäng |
| -------------- | ------- | - | - | - | -- | -- | ----- |
| Nederländerna  | 3       | 3 | 0 | 0 | 9  | 2  | 6     |
| Storbritannien | 3       | 1 | 1 | 1 | 4  | 7  | 3     |
| Argentina      | 3       | 1 | 0 | 2 | 2  | 3  | 2     |
| USA            | 3       | 0 | 1 | 2 | 4  | 7  | 1     |

Slutspel
|  | Semifinal         | Semifinal         |   |                   | Final             | Final |  |
|  |                   |                   |   |                   |                   |       |  |
|  | 27 september 1988 |                   |   |                   |                   |       |  |
|  | Nederländerna     | 2                 |   |                   |                   |       |  |
|  | Australien        | 3                 |   |                   |                   |       |  |
|  |                   |                   |   |                   |                   |       |  |
|  |                   |                   |   |                   | 30 september 1988 |       |  |
|  |                   |                   |   |                   | Nederländerna     | 3     |  |
|  |                   | Storbritannien    | 1 |                   |                   |       |  |
|  |                   |                   |   |                   |                   |       |  |
|  |                   |                   |   |                   |                   |       |  |
|  |                   |                   |   |                   | Bronsmatch        |       |  |
|  | 27 september 1988 | 27 september 1988 |   | 30 september 1988 | 30 september 1988 |       |  |
|  | Sydkorea          | 2                 |   | Australien        | 2                 |       |  |
|  | Storbritannien    | 0                 |   |                   | Sydkorea          | 0     |  |

## Simhopp
Herrarnas 3 m
- Edwin Jongejans — 588,330 poäng (→ 8:e plats)

Damernas 3 m
- Daphne Jongejans — 465,450 poäng (→ 8:e plats)

## Tennis
Herrsingel
- Michiel Schapers
  - Första omgången — Besegrade Andrei Chesnokov (Sovjetunionen) 6-3, 5-7, 6-0, 6-2
  - Andra omgången — Besegrade Tony Mmoh (Nigeria) 4-6, 6-3, 6-1, 4-6, 6-1
  - Tredje omgången — Besegrade Sergio Casal (Spanien) 6-4, 4-6, 2-6, 6-3, 6-4
  - Kvartsfinal — Förlorade mot Miloslav Mečíř (Tjeckoslovakien) 6-3, 6-7, 2-6, 4-6